# رنگینک مرمری
رنگینک مرمری، رنگینک خال‌دار یا سهره ریز خال‌دار (Lonchura hunsteini) گونه‌ای از سهرگان ریز است که در ایرلند جدید زادآوری می‌یابد. این گونه به پوهنپئی نیز معرفی شده‌است. گستره جهانی آن بین ۲۰۰۰۰ تا ۵۰۰۰۰ کیلومتر مربع برآورد می‌شود. در زیستگاه علفزار خشک نیمه‌گرمسیری / گرمسیری (جلگه‌ای) یافت می‌شود. رنگینک هانوفر جدید گاهی به عنوان زیرگونه‌ای از رنگینک خالدار با نام رنگینک هانشتاین برای گونه ترکیبی در نظر گرفته می‌شود. وضعیت رنگینک خالدار (با رنگینک جدید هانوفر) به عنوان کمترین نگرانی ارزیابی می‌شود. رنگ نرها شبیه به نژاد منقرض‌شدهٔ هاوایی Ai Hāwane, یک عسل‌کش هاوایی است.